# Protection (singolo Massive Attack)
Protection è un singolo del gruppo musicale trip hop britannico Massive Attack con Tracey Thorn (degli Everything but the Girl), pubblicato nel 1995.

## Il brano
Protection vede la collaborazione della cantante Tracey Thorn, uno degli artisti chiamati nell'album omonimo in sostituzione dell'acclamata Shara Nelson. Secondo AllMusic il brano è una "canzone d'amore, sottile controparte di Safe from Harm", quest'ultima cantata dalla Nelson e presente nell'album di debutto della band.
Il brano contiene due sample presi da The Payback di James Brown.

## Tracce
CD1 (Regno Unito)
1. Protection (7" edit)
2. Protection (The Eno Mix)
3. Protection (Radiation for the Nation Mix)
4. Protection (J Sw!ft Mix)

CD2 (Regno Unito)
1. Protection
2. Protection (Underdog's Angel Dust Mix)
3. Three (Dom T's House of Fortune Mix)

12" (Regno Unito)
1. Protection (Underdog's Angel Dust Mix)
2. Protection (Radiation for the Nation Mix)
3. Protection (The Eno Mix)
4. Protection (J Sw!ft Mix)
5. Protection (album version)

2×12" (Regno Unito)
1. Protection (The Eno Mix)
2. Protection (The Eno Instrumental)
3. Protection (Underdog's Angel Dust Mix)
4. Protection (Angel Dust Instrumental)
5. Three (Dom T's House of Fortune Mix)
6. Protection (Radiation for the Nation Mix)
7. Protection (album version)
8. Protection (J Sw!ft Mix)

CD (Stati Uniti)
1. Protection (album version) – 7:51
2. Protection (single edit) – 4:53
3. Protection (The Eno Mix) – 9:10
4. Protection (J Sw!ft Mix) – 7:12
5. Three (Dom T's House of Fortune Mix) – 7:16

## Classifiche
| Classifica                           | Posizione massima |
| ------------------------------------ | ----------------- |
| Nuova Zelanda                        | 27                |
| Official Singles Chart (Regno Unito) | 14                |